# モーリシャスの国旗
モーリシャスの国旗（モーリシャスのこっき）は、1968年の独立時に採用された横四色旗。
フランス語でLes Quatre Bandes、「四本の線」という別称もある。
赤は自由と独立の為の戦い、青はインド洋、黄は独立による新たな光、緑はモーリシャスの一年を通した農業の色を表す。これらの色は国章から採ったものである。
市民用と政府用の海上旗は、赤或は青を背景とし、陸上旗をカントンに、フライに国章を置いたものである。
軍隊用海上旗は、左右に赤・白・青の縦縞を、中央に錨と鍵の紋章を配したものである。

大統領旗
? 市民用海上旗。縦横比=1:2
? 政府用海上旗。縦横比=1:2
? 軍隊用海上旗。縦横比=26:57

## 歴史

?オランダ領時代の旗（1638年–1710年）
?フランス領時代の旗（1715年–1790年）
?フランス領時代の旗（1790年–1794年）
?フランス領時代の旗（1794年–1810年）
?イギリス領時代の旗（1869年–1906年）
?イギリス領時代の旗（1906年–1923年）
?イギリス領時代の旗（1923年–1968年）
?イギリス領時代の総督旗（1906年–1968年）